# Macrosamanea consanguinea
Macrosamanea consanguinea là một loài rau đậu thuộc họ Fabaceae.
Loài này có ở Brasil, Colombia, và Venezuela.